# ريتشارد هاولي
ريتشارد هاولي (بالإنجليزية: Richard Hawley)‏ هو عازف قيثارة ومغني ومغن مؤلف بريطاني، ولد في 17 يناير 1967 في شفيلد في المملكة المتحدة.

## وصلات خارجية
- الموقع الرسمي
- ريتشارد هاولي على موقع IMDb (الإنجليزية)
- ريتشارد هاولي على موقع ميوزك برينز (الإنجليزية)
- ريتشارد هاولي على موقع أول ميوزيك (الإنجليزية)
- ريتشارد هاولي على موقع ديسكوغز (الإنجليزية)